# The Monochrome Set
The Monochrome Set est un groupe de post-punk et new wave britannique, originaire de Hornsey, Londres, en Angleterre. En 2018, la formation du groupe comprend Bid, Andy Warren, John Paul Moran, et Mike Urban.

## Biographie

### Première époque (1978–1985)
The Monochrome Set est formé à Hornsey, à Londres, en 1978 sur les cendres d'un groupe universitaire local appelé The B-Sides, dont les membres comprenaient Stuart Goddard (Adam Ant). Leur premier concert s'effectue le 15 février 1978, au Westfield College de Londres. La formation originale comprend le chanteur d'origine indienne Bid (de son vrai nom Ganesh Seshadri), le guitariste canadien Lester Square (de son vrai nom Thomas W.B. Hardy), le batteur John D. Haney et le bassiste Charlie X. Le groupe change plusieurs fois de bassistes dans les années qui suivent, et voit passer Jeremy Harrington, Simon Croft et Andy Warren des Ants, un ami d'enfance de Bid.
Le groupe sortira quatre singles sur le label Rough Trade avant d'enregistrer leur premier album, intitulé Strange Boutique, pour le label DinDisc (une filiale de Virgin Records) en 1980. Il atteint la 62e place de l'UK Albums Chart en 1980. L'année suivante paraît leur deuxième album, Love Zombies, toujours sur DinDisc, qui est produit par Alvin Clark et le groupe. Haney quitte le groupe en 1981, et est remplacé par Lexington Crane.
Lester Square quitte le groupe après Eligible Bachelors, troisième album sorti en 1982 sur le label Cherry Red. Il sera remplacé par James Foster sur The Lost Weekend, quatrième et dernier album de cette première époque, qui sortira en 1985 sur le label WEA Records. Le single Jacob's Ladde extrait de cet album connaîtra un certain succès, mais le groupe se sépare peu après.

### Reformation (1990–1998)
Bid, Lester Square et Andy Warren reforment le groupe en 1990. Les nouveaux venus sont le claviériste Orson Presence et le batteur Mike Slocombe (rapidement remplacé par Trevor Ready). Les quatre derniers albums de cette période sont sortis sur le label Cherry Red. Depuis 1998, Bid se consacre à un nouveau groupe nommé Scarlet's Well.

### Retour (depuis 2008)
Le groupe se réunit pour un concert unique le 8 octobre 2008 à Dingwalls, près de Londres, à l'occasion du trentième anniversaire du label Cherry Red, lequel coïncidait avec le propre anniversaire du Monochrome Set (trente ans également). Bid, Lester Square et Andy Warren étaient cette fois accompagnés par Jennifer Denitto à la batterie et par Sian Dada (de Scarlet's Well) aux claviers et ont joué 13 titres.
En 2010, Bid, Square et Warren reforment le groupe aux côtés de la batteuse Jennifer Denitto des Scarlet's Well et du claviériste John Paul Moran. Après la remise en forme de Bid, qui a souffert d'une rupture d'anévrisme en 2010, ils jouent quelques dates au Royaume-Uni, en France, Allemagne, Grèce, au Japon et aux Pays-Bas. Le groupe continue de tourner au Royaume-Uni, en Europe et au Japon en 2012, jouant des morceaux de leur dixième album Platinum Coils (leur premier depuis Trinity Road en 1995). En 2011, le groupe est rejoint par Helena Johansson des Scarlet's Well au violon et à la mandoline, remplaçant John Paul Moran, et Steve Brummell (ex-Luxembourg) remplace Jennifer Denitto à la batterie. Le groupe termine une tournée américaine au printemps 2013 et sort un onzième album, Super Plastic City.
En 2014, ils signent au label allemand Tapete et y sortent leur douzième album, Spaces Everywhere, en 2015. Le guitariste Lester Square quitte le groupe à la fin 2014, après la fin de l'enregistrement de l'album, et l'arrivée de John Paul Moran. Leur treizième album, Cosmonaut, est publié chez Tapete en septembre 2016. Mike Urban rejoint le groupe en septembre 2016, remplaçant Steve Brummel à la batterie. En 2018, leur quatorzième album, Maisieworld, et un coffret intitulé The Monochrome Set 1979–1985: Complete Recordings qui comprend six albums, sont publiés, et une tournée est annoncée.

## Membres

### Membres principaux
- Bid - chant, guitare
- Lester Square - guitare
- Andy Warren - basse
- James Foster - guitare
- John D. Haney - batterie

## Discographie

### Singles
- 1979 : He's Frank (Slight Return) / Silicon Carne / Fallout (Disquo Bleu/Rough Trade)
- 1979 : He's Frank / Alphaville (Rough Trade)
- 1979 : Eine Symphonie Des Grauens / Lester Leaps In ((Rough Trade)
- 1979 : The Monochrome Set / Mr.Bizarro (Rough Trade)
- 1980 : The Strange Boutique / Surfin SW12 ((DinDisc)
- 1980 : 405 Lines / Goodbye Joe (DinDisc)
- 1980 : Apocalypso / Fiasco Bongo (DinDisc)
- 1981 : Ten Don'ts for Honeymooners / Straits of Malacca (Pre)
- 1982 : The Mating Game / J.D.H.A.N.E.Y. (Cherry Red)
- 1982 : Cast a Long Shadow / The Bridge (Cherry Red)
- 1982 : The Jet Set Junta / Love Goes Down the Drain / Noise (Cherry Red)
- 1985 : Jacob's Ladder / Andiamo (Blanco y Negro) (UK Singles Chart : #81)
- 1985 : Wallflower / Big Ben Bongo (Blanco y Negro) (UK Singles Chart : #97)
- 1991 : Killing Dave / House of God (Live) / Sweet Death (Honeymoon)
- 1995 : I Love Lambeth / Kissy Kissy / All Over / Closing Time (Cherry Red)